# 세인트올번스의 로버트

세인트올번스의 로버트(영어: Robert of St. Albans, ~1187)는 잉글랜드의 성전기사단원이다. 1185년에 이슬람교로 개종하였다. 1187년에는 하틴 전투에서 살라딘의 병사들을 이끌었고, 당시 '프랑크인'의 지배 하에 있던 예루살렘 재탈환을 시도했다.
로버트는 살라딘의 조카와 혼인하였지만, 얼마 안 있어 예루살렘 외각에서 전사하였다.
로버트의 개종은 당시 크리스트교도 사이에서 큰 경악심과 반감을 불러 일으켰다.